# Música maorí
La música tradicional maorí, o pūoro Māori, es la música que es compuesta o interpretada por los maoríes, el pueblo indígena de Nueva Zelanda, e incluye una amplia variedad de estilos de música folclórica, a menudo integrada con poesía y danza .
Además de estas tradiciones y del legado musical, desde la colonización europea de Nueva Zelanda en el siglo XIX, los músicos e intérpretes maoríes han adoptado e interpretado muchos de los estilos musicales occidentales. El rock and roll contemporáneo, el soul, el reggae y el hip hop cuentan con un gran número de notables artistas maoríes.

## Formas tradicionales

### Waiata
Las canciones (waiata) se cantan en solitario, al unísono o a la octava. Los tipos de canciones incluyen canciones de cuna (oriori), canciones de amor (waiata aroha) y lamentos (waiata tangi). Es tradicional que todos los discursos formales vayan seguidos de una waiata cantada por el orador y su grupo de seguidores. También algunos de los instrumentos de viento más pequeños se hacen sonar cantando en ellos, y el sonido del poi (una bola de raupō que se hace girar en el extremo de una cuerda de lino) proporciona un acompañamiento rítmico a la waiata poi.

### Mōteatea
El Capitán Cook, que visitó el archipiélago de Nueva Zelanda a finales del siglo XVIII, relató que los maoríes cantaban una canción en "semitonos". Otros cronistas dieron cuenta que los maoríes no tenían nada de música vocal o que cantaban de manera discordante. De hecho, los cantos antiguos, o mōteatea, a los que se refería Cook, son microtonales y repiten una sola línea melódica, generalmente centrada en una nota, que se desvanece al final de la última línea. Se consideraba mal presagio que una canción fuera interrumpida, por lo cual los cantantes solían presentarse en subgrupos para permitir que cada subgrupo respirara sin interrumpir el flujo del canto. Mervyn McLean, en "Traditional Songs of the Maori", documentó por primera vez la presencia de microtonalidad en un número significativo de mōteatea en 1975.  
Ngā Mōteatea, recopilación de Sir Āpirana Ngata (1874-1950), es una importante colección de letras de canciones tradicionales.

### Karanga
Un karanga, común en un marae, es una llamada y respuesta ceremonial formal que va al comienzo de un pōwhiri (ceremonia de bienvenida). Los karanga son realizados casi exclusivamente por mujeres y en lengua maorí. Es una función especial y existen pautas sobre quién está en mejor posición para llevar a cabo el karanga, las cuales dependen de los protocolos de cada pōwhiri.   Las mujeres que realizan la llamada se denominan kaikaranga.  La llamada proviene del grupo anfitrión y también recibe la respuesta del grupo visitante. Otro nombre para la persona del grupo visitante es kaiwhakautu. Las kaikaranga con más experiencia incluyen información importante sobre el grupo y el propósito de su visita. 

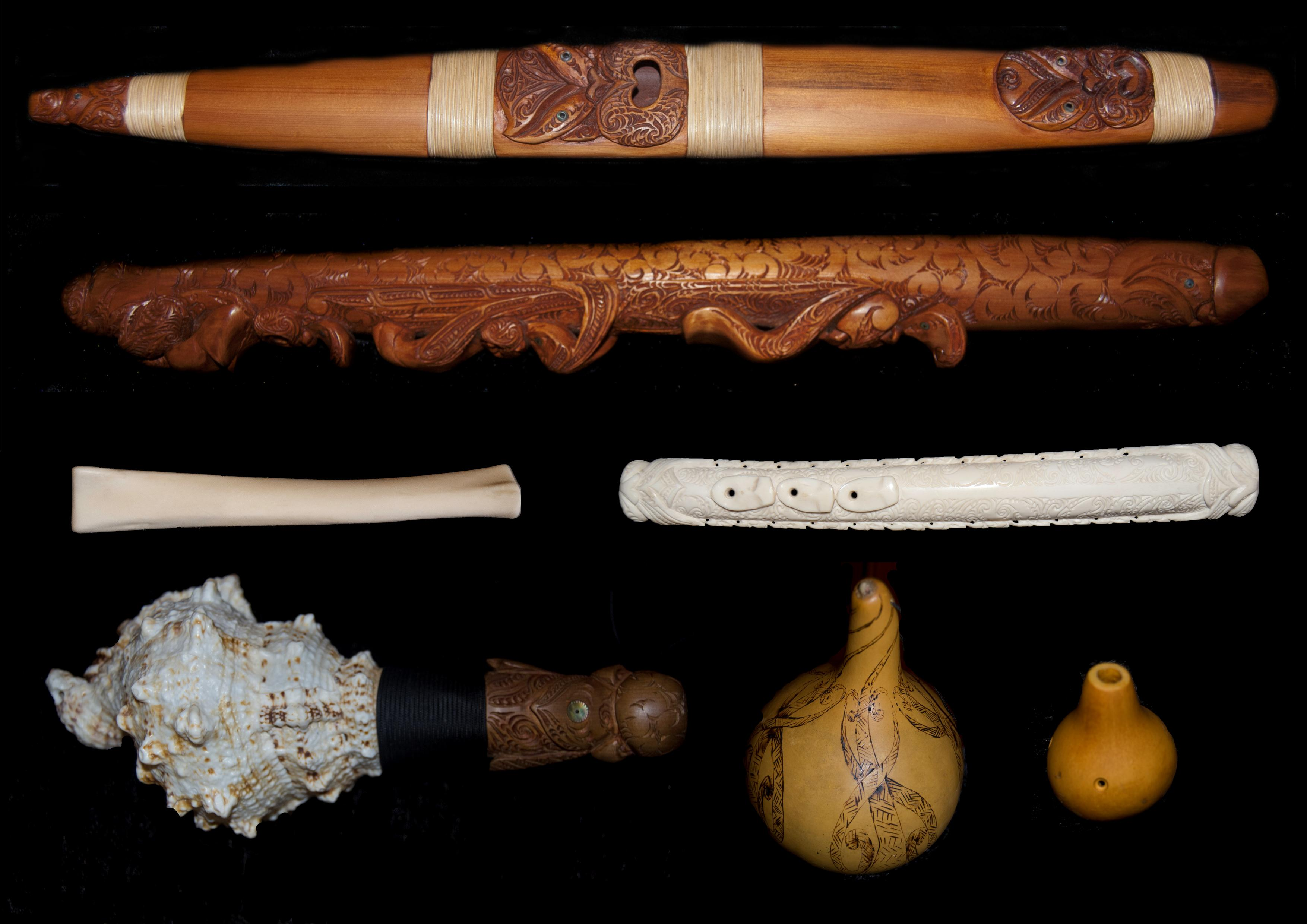
Una selección de Taonga pūoro de la colección de Horomona Horo.

### Taonga pūoro (instrumentos musicales tradicionales maoríes)
Existe una rica tradición de instrumentos de viento, percusión y de giro conocidos con el término colectivo taonga pūoro . El trabajo de investigadores y entusiastas como Richard Nunns, Hirini Melbourne y Brian Flintoff ha documentado una gran cantidad de conocimientos e información sobre los sonidos, la historia y las anécdotas de estos instrumentos, que incluyeron diversos tipos de flautas, trompetas de madera, instrumentos de percusión y bramaderas.

### Renacimiento de la música tradicional
Como parte de una campaña destinada a revivir la música y la cultura maoríes a principios del siglo XX, Āpirana Ngata creó la "canción de acciones" (waiata-a-ringa) en la que movimientos corporales estilizados, muchos de ellos con significados estandarizados, se sincronizan con el canto. Junto con Tuini Ngawai y los grupos de conciertos turísticos de Rotorua concibieron las actuaciones que se conocen en la actualidad, con entrada cantada, poi, haka ("danza de guerra"), juego de palos, himno, canción antigua y/o canción de acciones, y salida cantada. El grupo que lo realiza se conoce como kapa haka. En las últimas décadas, las competencias dentro de iwi (tribus) y denominaciones religiosas a nivel regional y nacional han elevado sus actuaciones a un alto nivel.
En 1964, se dio inicio al Festival Polinesio (que se convirtió en el Festival de Artes Escénicas Tradicionales Maoríes de Aotearoa y ahora se conoce como Te Matatini ), con el propósito expreso de fomentar el desarrollo de la música maorí.

## Música maorí contemporánea
Si bien la guitarra se ha convertido en un instrumento casi universal para acompañar las actuaciones maoríes en la actualidad, esto sólo data de mediados del siglo XX. Los primeros intérpretes utilizaban el piano o el violín . Algunos artistas modernos como Hinewehi Mohi, Tiki Taane, Maisey Rika y Taisha Tari han revivido el uso de instrumentos tradicionales.
Ngata y Tuini Ngawai compusieron muchas canciones utilizando melodías europeas para fomentar el orgullo maorí y, a partir de 1939, elevar la moral entre los maoríes dentro del país y en la guerra. Muchos, como "Hoki mai e tama mā " y " E te Hokowhiti-a-Tū " (con la melodía de "In the Mood") todavía se cantan hoy en día. Más recientemente se han incorporado otros estilos originarios de ultramar, entre ellos el jazz, el swing y el rock. En las décadas de 1980 y 1990, Hirini Melbourne compuso prolíficamente en una forma adaptada del estilo tradicional (Su Tīhore mai te rangi rara vez oscila fuera de una tercera mayor, y Ngā iwi e fuera de una cuarta ) y grupos como Herbs crearon un estilo de reggae maorí. El heavy metal tradicional prevalece hoy en las sociedades maoríes[cita requerida]</link> con un uso intensivo de la guitarra similar al estilo Blues Rock de tocar cuerdas. Un ejemplo de "Te Reo Metal" es la banda de Thrash metal, Alien Weaponry .
En la década de 1970, la música maorí se había convertido en una parte muy secundaria de la radiodifusión de Nueva Zelanda. En 1973, sólo se reproducían 15 minutos de música maorí por semana en las vías aéreas de Nueva Zelanda.  En la década de 1980, varias canciones cantadas en te Reo se convirtieron en éxitos en Nueva Zelanda, incluidas " The Bridge" (1981) de Deane Waretini, "Maoris on 45" (1982) de The Consorts y "E Ipo" (1982) de Prince Tui Teka . El más grande de ellos fue "Poi E" interpretado por el Pātea Māori Club, que se convirtió en el mejor sencillo de 1984 .
Después de la demanda Te Reo Māori de 1986 ante el Tribunal de Waitangi (Wai 11), que argumentó que la lengua maorí era un taonga (tesoro) que el Gobierno de Nueva Zelanda estaba obligado a proteger, la música maorí y la radiodifusión en lengua maorí pasaron a utilizarse como medio para promover la lengua y la cultura maoríes. En las décadas de 1980 y 1990, se establecieron estaciones de radio de iwi locales en Nueva Zelanda, y en 1990 el gobierno reservó frecuencias de radio específicamente para la promoción de la lengua y la cultura maoríes.  Estas estaciones incluían Radio Waatea, Radio Tainui, Tahu FM y Mai FM (que luego se vendió a MediaWorks como una estación de radio comercial urbana contemporánea ). Dos agencias gubernamentales comenzaron a financiar la música maorí: NZ On Air y Te Māngai Pāho .  En la década de 1990, músicos como Moana and the Moahunters, Southside of Bombay y Hinewehi Mohi ("Kotahitanga") lanzaron canciones de alto perfil que se cantaban o incluían letras de Te Reo Māori. Muchos actos musicales maoríes desde la década de 1980 han sido influenciados por los géneros musicales afroamericanos y el reggae. 
Desde 1998 hasta 2010, NZ On Air produjo álbumes recopilatorios de música maorí para estaciones de radio, titulados Iwi Hit Disc, en una línea similar a la serie Kiwi Hit Disc de la organización.  Estos álbumes estaban destinados a mostrar la música maorí que tenía un potencial de intersección con otros formatos de radio.  Durante este período, muy pocas canciones cantadas en maorí tuvieron gran éxito. En 2014, como desafío por repetir el éxito de "Poi E", los músicos Stan Walker, Ria Hall, Troy Kingi y Maisey Rika lanzaron la canción " Aotearoa " para te Wiki o te Reo Māori .   La canción alcanzó el número dos en la lista de sencillos de Nueva Zelanda . 
En 2019, para conmemorar el vigésimo aniversario de la semifinal de la Copa Mundial de Rugby de 1999, donde Hinewehi Mohi interpretó el himno nacional en te reo, Mohi creó Waiata / Anthems, un álbum en el que 11 músicos neozelandeses regrabaron canciones en te reo maorí. incluidos Six60, Stan Walker, Benee, Drax Project y Bic Runga .  El álbum fue un éxito comercial, debutando en el número 1 en la lista musical oficial de Nueva Zelanda,  y se convirtió en uno de los álbumes más exitosos de 2019 en Nueva Zelanda .  Debido al éxito del proyecto, Waiata/Anthems se convirtió en un proyecto anual, donde se lanzarían canciones originales y canciones regrabadas en te reo Māori, coincidiendo con Te Wiki o te Reo Māori.  Algunas de las canciones más exitosas de 2021 incluyeron " 35 " de Ka Hao con Rob Ruha y " Pepeha " de Six60. A mediados de 2021, Recorded Music NZ comenzó a publicar una lista de las mejores canciones cantadas en Te Reo Māori en Nueva Zelanda. 

### Bandas de espectáculos maoríes
Las bandas de espectáculos maoríes se formaron en Nueva Zelanda y Australia a partir de la década de 1950. Los grupos presentaban una amplia variedad de géneros musicales, estilos de baile y habilidades de cabaret, infundiendo en sus actos comedia extraída directamente de la cultura maorí. Algunas bandas de espectáculos maoríes comenzaban sus actuaciones con trajes tradicionales maoríes antes de ponerse trajes y vestidos de lentejuelas. Billy T. James pasó muchos años en el extranjero en bandas de espectáculos, comenzando en Maori Volcanics .  El Howard Morrison Quartet se formó a mediados de la década de 1950. Su parodia de 1959 de " La Batalla de Nueva Orleans " llamada "La Batalla del Waikato" se convirtió en uno de sus mayores éxitos y una parodia de " My Old Man's a Dustman " llamada "My Old Man's an All Black" fue de actualidad debido a la controversia generada porque a los jugadores maoríes no se les permitió realizar una gira por la Sudáfrica del apartheid con los All Blacks de 1960 en Sudáfrica . El cuarteto se disolvió en 1965 y Morrison emprendió una exitosa carrera en solitario. Después de ganarse una reputación en Wellington en la década de 1950, los Maori Hi Five tocaron numerosos estilos y resultaron muy populares. La banda se fue a Australia y luego a Estados Unidos donde trabajaron en clubes y casinos.  Prince Tui Teka se unió a los Maori Volcanics en Sydney en 1968. En 1972 inició una carrera en solitario, regresando a Nueva Zelanda. 

### Premios
Los Aotearoa Music Awards comenzaron a premiar el disco polinesio del año en 1982 . En 1992, esta categoría se convirtió en el Premio de Música Aotearoa al Mejor Artista Maorí ; inicialmente como Mejor Álbum Maorí en 1992 y 1993. Entre 1996 y 2003, se otorgaron dos premios: Mejor Álbum Mana Maori por obras que encarnan la música maorí y Mejor Álbum Reo Maori por obras cantadas en te reo Māori. En 2003, los Premios APRA comenzaron a otorgar el Premio Maioha, para reconocer la excelencia en la música maorí contemporánea.  Los primeros Waiata Māori Music Awards se celebraron en 2008 y reconocieron géneros tanto contemporáneos como tradicionales. 